# Azeta reuteri
Azeta reuteri är en fjärilsart som beskrevs av Saalmüller 1881. Azeta reuteri ingår i släktet Azeta och familjen nattflyn. Inga underarter finns listade i Catalogue of Life.